# Franciszek Kubiczek
Franciszek Stanisław Kubiczek (ur. 19 sierpnia 1940 w Pisarzowicach) – polski działacz partyjny i państwowy, ekonomista, doktor nauk ekonomicznych, pierwszy zastępca przewodniczącego Komisji Planowania przy Radzie Ministrów (1983–1988), prezes Głównego Urzędu Statystycznego (1989–1991).

## Życiorys
Syn Stanisława i Bronisławy. W 1963 został absolwentem Wydziału Nauk Ekonomicznych Uniwersytetu Warszawskiego, w 1968 obronił tam doktorat nauk ekonomicznych. Został wykładowcą akademickim, w tym profesorem uczelni w Warszawskiej Akademii Medycznej Nauk Stosowanych (od 2018) i Almamer Szkole Wyższej (2001–2016), na drugiej z uczelni był też dziekanem Wydziału Ekonomicznego. Wykładał także w Wyższej Szkole Społeczno-Ekonomicznej w Warszawie oraz Wyższej Szkole Organizacji Hotelarstwa i Turystyki, a od 2012 w Akademii Finansów i Biznesu Vistula. W pracy naukowej zajmował się tematami takimi, jak: statystyka społeczno-ekonomiczna, demografia, polityka ludnościowa, procesy konwergencji i inne w Unii Europejskiej, gospodarka światowa, międzynarodowe indeksy społeczno-ekonomiczne, procesy transformacji gospodarczej i polityka społeczno-ekonomiczna, analizy ekonomiczne przedsiębiorstw, ubezpieczenia i fundusze emerytalne.
Wstąpił do Polskiej Zjednoczonej Partii Robotniczej. Od 1962 do 1965 starszy asystent w Zakładzie Badań Koniunktur i Cen Handlu Zagranicznego, a od 1966 do 1971 dyrektor ekonomiczny w przedsiębiorstwach handlu zagranicznego „Centromor” i „Metalexport”. Następnie starszy instruktor (1971–1973) i inspektor (od 1973) Wydziału Ekonomicznego Komitetu Centralnego PZPR oraz zastępca przewodniczącego Wydziału Przemysłu Lekkiego, Handlu i Spożycia (czerwiec 1977 – październik 1981) oraz Wydziału Ekonomicznego KC PZPR (październik 1981 – grudzień 1983). Od grudnia 1983 do października 1988 zajmował stanowisko pierwszego zastępcy przewodniczącego Komisji Planowania przy Radzie Ministrów, był wówczas członkiem Rady Banków. Od 5 stycznia 1989 do 19 stycznia 1991 pozostawał prezesem Głównego Urzędu Statystycznego, w tym okresie GUS nawiązał stałą współpracę z Europejskim Urzędem Statystycznym i Instytutem Statystyki Kościoła Katolickiego, a także wprowadził dodatek Statystyka Polski do dziennika „Rzeczpospolita”. W latach 80. kierował także Komisją ds. Metodyki Planowania przy Komisji Planowania.
Przez trzy pięcioletnie kadencje kierował Radą Statystyki przy Prezesie Rady Ministrów, a w 2010 wszedł w skład Narodowej Rady Statystycznej przy prezesie GUS, należał też do rady naukowej Instytutu Statystyki Kościoła Katolickiego i programu ONZ Global Compact. W latach 1989–2019 redaktor główny i przewodniczący zespołu redakcyjnego serii wydawniczej GUS „Historia Polski w Liczbach”. W III RP zajął się działalnością biznesową jako członek zarządów i rad nadzorczych różnych spółek, m.in. Compensy.